# Centaurea oranensis
Centaurea oranensis là một loài thực vật có hoa trong họ Cúc. Loài này được Greuter & M.V.Agab. mô tả khoa học đầu tiên năm 2005.